# Chayapol Supma
Chayapol Supma (thailändisch ชยพล ทรัพย์มา, * 15. Juni 1998 in Bangkok) ist ein thailändischer Fußballspieler.

## Karriere
Chayapol Supma erlernte das Fußballspielen in der Jugendmannschaft von Muangthong United. Der Verein aus Pak Kret, einem nördlichen Vorort der Hauptstadt Bangkok, spielte in der ersten Liga des Landes, der Thai League. Während er noch in der Jugend spielte, wurde er zweimal ausgeliehen. 2018 wurde er an den in Bangkok beheimateten Viertligisten Assumption United FC ausgeliehen. 2019 erfolgte eine Ausleihe zum Erstligisten Trat FC nach Trat. Hier absolvierte er als Jugendspieler ein Erstligaspiel. 2020 unterschrieb er bei Muangthong seinen ersten Profivertrag. In seinem ersten Profijahr kam er bei SCG nicht zum Einsatz. Ende Dezember 2020 wurde er an den Ligakonkurrenten Suphanburi FC ausgeliehen. Für den Verein aus Suphanburi bestritt er 23 Erstligaspiele. Nach Ende der Ausleihe wurde er im Dezember 2021 direkt an seinen ehemaligen Verein Trat FC ausgeliehen. Für den Zweitligisten aus Trat stand er 14-mal in der Liga auf dem Rasen. Nach der Saison wurde er im Juli 2022 vom Erstligisten Nakhon Ratchasima FC ausgeliehen. Für den Klub aus Nakhon Ratchasima bestritt er ein Ligaspiel. Nach der Ausleihe kehrte er zu SCG zurück. Mit Muangthong stand er am 16. Juni 2024 im Finale des Thai League Cup. Hier verlor man mit 1:0 gegen den Erstligisten BG Pathum United FC. Im Januar 2025 wurde er an den Zweitligisten Kasetsart FC verliehen.

## Erfolge
Muangthong United
- Thailändischer Ligapokalfinalist: 2023/24